# Matriu D de Wigner
La matriu D de Wigner és una matriu unitària en una representació irreductible dels grups SU(2) i SO(3). Va ser introduït el 1927 per Eugene Wigner, i juga un paper fonamental en la teoria mecànica quàntica del moment angular. El complex conjugat de la matriu D és una funció pròpia de l'Hamiltonià de rotors rígids esfèrics i simètrics. La lletra D significa Darstellung, que significa "representació" en alemany.

## Definició de la matriu D de Wigner
Siguin Jx, Jy, Jz generadors de l'àlgebra de Lie de SU(2) i SO(3). En mecànica quàntica, aquests tres operadors són els components d'un operador vectorial conegut com a moment angular. Alguns exemples són el moment angular d'un electró en un àtom, l'espin electrònic i el moment angular d'un rotor rígid.
En tots els casos, els tres operadors compleixen les següents relacions de commutació :
{\displaystyle [J_{x},J_{y}]=iJ_{z},\quad [J_{z},J_{x}]=iJ_{y},\quad [J_{y},J_{z}]=iJ_{x},}
on i és el nombre purament imaginari i la constant de Planck ħ s'ha establert igual a un. L'operador Casimir
{\displaystyle J^{2}=J_{x}^{2}+J_{y}^{2}+J_{z}^{2}}
es desplaça amb tots els generadors de l'àlgebra de Lie. Per tant, es pot diagonalitzar juntament amb Jz.
Això defineix la base esfèrica utilitzada aquí. És a dir, hi ha un conjunt complet de kets (és a dir, una base ortonormal de vectors propis conjunts etiquetats per nombres quàntics que defineixen els valors propis) amb
{\displaystyle J^{2}|jm\rangle =j(j+1)|jm\rangle ,\quad J_{z}|jm\rangle =m|jm\rangle ,}
on j = 0, 1/2, 1, 3/2, 2,... per SU(2) i j = 0, 1, 2,... per SO(3). En ambdós casos, m = −j, −j + 1, ..., j m = −j, −j + 1, ..., j.
Un operador de rotació tridimensional es pot escriure com
{\displaystyle {\mathcal {R}}(\alpha ,\beta ,\gamma )=e^{-i\alpha J_{z}}e^{-i\beta J_{y}}e^{-i\gamma J_{z}},}
on α, β, γ són angles d'Euler (caracteritzats per les paraules clau: convenció zyz, marc de la dreta, regla del cargol de la dreta, interpretació activa).
La matriu D de Wigner és una matriu quadrada unitària de dimensió 2 j + 1 en aquesta base esfèrica amb elements
{\displaystyle D_{m'm}^{j}(\alpha ,\beta ,\gamma )\equiv \langle jm'|{\mathcal {R}}(\alpha ,\beta ,\gamma )|jm\rangle =e^{-im'\alpha }d_{m'm}^{j}(\beta )e^{-im\gamma },}
on
{\displaystyle d_{m'm}^{j}(\beta )=\langle jm'|e^{-i\beta J_{y}}|jm\rangle =D_{m'm}^{j}(0,\beta ,0)}
és un element de la matriu d de Wigner (petita) ortogonal.
És a dir, en aquesta base,
{\displaystyle D_{m'm}^{j}(\alpha ,0,0)=e^{-im'\alpha }\delta _{m'm}}
és diagonal, com el factor de la matriu γ, però a diferència del factor β anterior.